# Ewa Buszman
Ewa Zuzanna Buszman, z domu Sommer (ur. 11 sierpnia 1951 w Krakowie, zm. 24 stycznia 2018 w Katowicach) – polska farmaceutka, profesor nauk farmaceutycznych.

## Biografia
Była córką Leszka i Ireny. Ukończyła studia na Wydziale Technologii i Inżynierii Chemicznej Politechnice Śląskiej w Gliwicach (1973) i podjęła pracę zawodową w Instytucie Chemii i Fizyki Medycznej Śląskiej Akademii Medycznej. Odbyła staże naukowe w USA (West Florida State University w Pensacola, Laboratorium EPA w Gulf Breeze) oraz w Instytucie Biologii Molekularnej Uniwersytetu Jagiellońskiego. Pełniła funkcję kierownika Katedry, a także Zakładu Chemii i Analizy Leków Wydziału Farmaceutycznego na Oddziale Medycznym Laboratorium w Sosnowcu i na Śląskim Uniwersytecie Medycznym w Katowicach.
W 1995 uzyskała habilitację na podstawie rozprawy zatytułowanej Wiązanie substancji leczniczych do biopolimerów melaninowych w obecności jonów metali. W 2005 otrzymała tytuł naukowy profesora nauk farmaceutycznych. W latach 1996–2002 przez dwie kadencje była prodziekanem Wydziału Farmaceutycznego Śląskiej Akademii Medycznej.
Zmarła 24 stycznia 2018.

## Odznaczenia
- Order Honorowy „Laur 50-lecia ŚAM”[1]
- Medal Komisji Edukacji Narodowej[1]
- Srebrny Krzyż Zasługi[1]
- Złoty Krzyż Zasługi[1]